# Maunder (Mondkrater)
Maunder  ist ein Mondkrater in der südlichen Hemisphäre auf der Mondrückseite.
| Buchstabe | Position            | Durchmesser         | Link                |
| --------- | ------------------- | ------------------- | ------------------- |
| A         | 3,26° S, 90,59° W   | 15 km               |                     |
| B         | 9,02° S, 90,4° W    | 16 km               |                     |
| Z         | Umbenannt in Couder | Umbenannt in Couder | Umbenannt in Couder |